# Durunka
Durunka o Dronka è un piccolo villaggio a sud-est della città di Asyūṭ in Egitto.
Vi si trova un monastero cristiano copto, meta di periodici pellegrinaggi in specie nel mese di agosto perché si crede che la Sacra Famiglia abbia soggiornato qui, in una grotta sulle montagne che dominano Durunka, durante il viaggio in Egitto.

## Storia
Sacra Famiglia hanno visitato Durunka durante il loro Fuga in Egitto e il vicino Monastero a Dayr Durunka commemoratelo. Nel 1994 durante una grave Temporale sulla zona che ha causato molti danni Alluvione lampo un lampo di Fulmine ha incendiato tre serbatoi di stoccaggio di petrolio, ciascuno contenente circa 5.000 tonnellate di carburante per aerei o diesel Questi serbatoi si trovavano su una linea ferroviaria che in seguito crollò a causa dell'accumulo di acque alluvionali dietro di essa.Il carburante ha preso fuoco dal colpo di fulmine